# D'Angelo
Michael Eugene White Archer (Richmond, Vi; 11 de febrero de 1974) conocido por su nombre artístico D'Angelo, es un cantante, compositor, multinistrumentista y productor discográfico estadounidense. Es uno de los más importantes exponentes del subgénero del neo soul, junto a otros artistas como Erykah Badu, Lauryn Hill, Maxwell y colaborador de la actriz Angie Stone.

## Trayectoria
Debutó en 1995 con su álbum Brown Sugar, alabado por la crítica y que vendió 2 millones de copias. En 2000 lanzó uno de sus discos más conocidos, Voodoo, que debutó en el primer lugar de los Billboard 200, y contenía el exitoso sencillo Untitled (How Does It Feel), con el cual el artista ganó 2 premios Grammy en 2001.
En diciembre de 2014, D'Angelo reapareció en la industria musical con su tercer álbum, Black Messiah, luego de varios años de alcoholismo y problemas con su estatus de símbolo sexual de principios del siglo XXI. El álbum tuvo excelentes críticas y devolvió el prestigio al músico, llegando al puesto 5 en Billboard 200. Ese mismo año la revista GQ declaró que D'Angelo era el próximo Marvin Gaye.

## Reconocimientos
En 2021 la publicación estadounidense Pitchfork lo incluyó en su lista de los 200 artistas más influyentes de los últimos 25 años.